# Chronologie de l'Hérault
Présentation chronologique d'événements historiques impliquant le département français de l'Hérault.

## Préhistoire
Représentations artistiques de cette période retrouvées dans la grotte d'Aldène. Iconographies issues de la culture aurignacienne. 

## Antiquité
VIIe siècle av. J.-C. : édification de Béziers par les Grecs.
VIe siècle av. J.-C. : des Phocéens de Marseille vivent à Agde.

## Moyen Âge
Invention durant cette période de bonbons appelés les grisettes de Montpellier.
804 : début de la construction de l'abbaye de Saint-Guilhem-le-Désert.
IXe siècle (probablement 873) : construction du pont du Diable de Saint-Guilhem-le-Désert.
985 : première mention du nom de Montpellier dans un acte où le comte Bernard de Melgueil octroie au chevalier Guilhem un territoire.
XIIe siècle : début de la construction à Clermont-l'Hérault du château fort des Guilhem. 
1137 : attestation d'une école de médecine à Montpellier
2 Février 1208 : naissance à Montpellier de Jacques Ier d'Aragon, dit le Conquérant.
1209 : siège de Béziers
1210 : siège de Minerve
26 octobre 1289 : l'université de Montpellier est officiellement créée par le biais du pape Nicolas IV. Les disciplines alors enseignées sont le droit, la médecine, les arts libéraux. 

## Époque moderne
XVIe siècle : fin de la construction du château fort des Guilhem.
27 septembre 1507 : naissance à Montpellier du médecin et naturaliste Guillaume Rondelet. 
1609 : naissance à Béziers de Pierre-Paul Riquet, l'homme qui a pensé et créé le canal du Midi.
1622 : siège de Montpellier. Après ce siège, est signé le Traité de Montpellier qui met fin à la première révolte huguenote contre Louis XIII
1646-1657 : Molière, comédien et dramaturge français, explore diverses provinces du royaume de France et effectue notamment plusieurs séjours à Pézenas, |où il se produira avec son Illustre Théâtre et où il trouvera de l'inspiration pour ses pièces.
22 juin 1653 : naissance à Lodève d'André Hercule de Fleury, qui deviendra un ecclésiastique et sera le principal ministre de Louis XV de 1726 à 1743 (17 ans). 
1743 : création du tournoi de joutes de la Saint-Louis à Sète
4 mars 1790 : création du département de l’Hérault. Le département est alors constitué des « pays du Biterrois, de l’Espinouse, du Lodèvois, du Montpelliérain et une partie du Larzac ».

## Époque contemporaine
19 janvier 1798 : naissance à Montpellier du philosophe Auguste Comte, fondateur du positivisme 
1828 : ouverture du musée Fabre
1840 : l'église de l'abbaye de Saint-Guilhem-le-Désert est classée Monument historique
6 décembre 1841 : naissance à Montpellier du peintre impressionniste Frédéric Bazille
1848 : l'Académie Nationale de Médecine classe eau minérale l'eau la Salvetat produite dans l'Hérault
1860 : naissance à Montpellier de Louise Guiraud, historienne, spécialiste de la ville de Montpellier et du territoire du Languedoc. Elle fut membre titulaire de la Société archéologique de Montpellier.
30 octobre 1871 : naissance à Sète du poète et philosophe Paul Valéry
1883 : naissance à Montpellier de l'écrivaine Jeanne Galzy, prix Femina en 1923 pour son roman Les Allongés.
1889 : le cloître de l'abbaye de Saint-Guilhem-le-Désert est classé Monument historique
20 juin 1899 : naissance à Béziers de Jean Moulin, haut fonctionnaire et résistant durant la Seconde Guerre mondiale 
Fin du XIXe siècle : les immigrés italiens apportent à Sète la tielle de Gaète, qui inspirera la création de la tielle sétoise. 
1907 : révolte des vignerons du Languedoc.
2012 : ouverture de pierresvives à Montpellier